# Дубровское сельское поселение (Ростовская область)
Дубровское сельское поселение — муниципальное образование в Шолоховском районе Ростовской области.
Административный центр поселения — хутор Дубровский.

## Административное устройство
В состав Дубровского сельского поселения входят:
- хутор Дубровский;
- хутор Антиповский;
- хутор Зубковский;
- хутор Щебуняевский.

## Население
| 2010  | 2012  | 2013  | 2014  | 2015  | 2016  | 2017  |
| ----- | ----- | ----- | ----- | ----- | ----- | ----- |
| 1451  | ↘1440 | ↘1438 | ↗1447 | ↘1436 | ↘1414 | ↘1402 |
| 2018  | 2019  | 2020  | 2021  |       |       |       |
| ↘1371 | ↗1373 | ↘1355 | ↘1338 |       |       |       |